# Robert Kipkoech Cheruiyot
Robert Kipkoech Cheruiyot, talvolta conosciuto anche come Omar Ahmed, (Kapsabet, 26 settembre 1978), è un maratoneta keniota, già detentore del miglior tempo mondiale della specialità e vincitore per quattro volte della maratona di Boston.

## Biografia
Cheruiyot iniziò ad allenarsi con metodo mentre frequentava la scuola, ma non riuscendo a pagarsi le tasse scolastiche dovette abbandonare le scuole superiori. Andò a lavorare in un negozio di barbiere a Mosoriot, ma con il suo stipendio basso non riusciva a nutrirsi a sufficienza. In seguito riuscì ad accedere alla scuola di atletica di Moses Tanui a Kaptagat. Poco dopo fece un passo avanti vincendo una gara locale sui 10000 metri nel 2001 ed ottenne così il diritto a partecipare a competizioni internazionali.
Cheruiyot vinse così la mezza maratona Roma-Ostia nel marzo 2002. Il suo debutto nella maratona avvenne alla maratona di Milano nel dicembre 2002 dove Cheruiyot, Mike Rotich e Daniele Caimmi giunsero al traguardo con lo stesso tempo di 2:08:59, ma Cheruiyot venne classificato primo. Nello stesso anno Cheruiyot vinse la classica Corsa di San Silvestro di San Paolo del Brasile, la prima di tre edizioni.
Nel 2006 ha vinto il Giro podistico internazionale di Castelbuono.

## Maratone
Ha vinto la maratona di Boston nel 2003, 2006, 2007 e nel 2008. Il suo tempo dels 2006 di 2:07:14 batté il record di Cosmas Ndeti durato dodici anni. Questo suo record è stato poi battuto nel 2010 da Robert Kiprono Cheruiyot (non un suo parente) con il tempo di 2:05:52.
Nel 2005 si è classificato al quarto posto nella maratona di New York e secondo, nella stessa gara, nel 2009. Egli tentò di vincere un altro titolo a Boston nel 2005 ma terminò soltanto al quinto posto.
In occasione della sua vittoria alla maratona di Chicago nel 2006, Cheruiyot in realtà non ruppe il nastro al traguardo. Cadde scivolando sotto il nastro mentre tagliava il traguardo e soltanto le riprese video documentarono la sua vittoria. Nella caduta picchiò la testa contro il terreno, dovette essere aiutato a rialzarsi e venne messo su di una sedia a rotelle. Si procurò una commozione cerebrale e venne dimesso dall'ospedale dopo due giorni di osservazione. Il suo tempo di 2:07:35 fu cinque secondi più veloce di quello del secondo classificato Daniel Njenga. La vittoria di Chicago lo lanciò in cima alla classifica delle maggiori maratone del 2006 consentendogli di vincere il premio finale.
Nel 2007 Cheruiyot difese il suo titolo e vinse la maratona di Boston con il tempo di 2:14:13. Al secondo e terzo posto si classificarono altri due atleti keniani. Fu la quindicesima vittoria di un atleta keniano negli ultimi 17 anni ma fu anche la più lento maratona di Boston dal 1977, poiché i corridori dovettero correre con il freddo e contro un vento che raggiunse raffiche fino a 80 km. all'ora. Cheruiyot si aggiudicò un premio di US$ 100,000 per la vittoria. Con quattro vittorie nella maratona di Boston ha conquistato un primato al momento ineguagliato.
Il suo record personale è costituito dal risultato della maratona di Boston del 2008. Il 21 aprile 2008 ha vinto la sua quarta maratona di Boston con il tempo di 2:07:45.
Egli non deve essere confuso con Robert Kiprotich Cheruiyot o Robert Kiprono Cheruiyot, anch'essi maratoneti keniani.

## Palmarès
| Anno | Manifestazione | Sede    | Evento   | Risultato | Prestazione | Note                                     |
| ---- | -------------- | ------- | -------- | --------- | ----------- | ---------------------------------------- |
| 2009 | Mondiali       | Berlino | Maratona | 5º        | 2h10'46"    | Miglior prestazione personale stagionale |

## Altre competizioni internazionali
2001
- 20º alla Corrida Internacional de São Silvestre ( San Paolo), 15 km - 47'24"

2002
- Oro alla Milano Marathon ( Milano) - 2h08'59"
- 4º alla Maratona di Parigi ( Parigi) - 2h09'39"
- 5º alla Stramilano ( Milano) - 1h02'37"
- Oro alla Roma-Ostia ( Roma) - 1h00'06"
- Argento alla Eldoret Half Marathon ( Eldoret) - 1h02'39"
- Oro alla Corrida Internacional de São Silvestre ( San Paolo), 15 km - 44'59"
- Argento alla Corrida San Felipe ( Montevideo) - 29'13"
- Oro alla Corrida Internacional de San Fernando ( Maldonado) - 28'59"

2003
- Oro alla Maratona di Boston ( Boston) - 2h10'11"
- Bronzo alla Milano Marathon ( Milano) - 2h11'07"
- Bronzo alla Mezza maratona di Lisbona ( Lisbona) - 1h00'22"
- 4º alla Corrida Internacional de São Silvestre ( San Paolo), 15 km - 44'15"
- Oro alla Corrida Internacional de San Fernando ( Maldonado) - 28'44"

2004
- 12º alla Maratona di Chicago ( Chicago) - 2h14'23"
- Bronzo alla Mezza maratona di Lisbona ( Lisbona) - 59'54"
- Oro alla Rotterdam Half Marathon ( Rotterdam) - 1h00'11"
- Oro alla Corrida Internacional de São Silvestre ( San Paolo), 15 km - 44'43"
- Oro alla Corrida Internacional de San Fernando ( Maldonado) - 27'57"

2005
- 5º alla Maratona di Boston ( Boston) - 2h14'30"
- 4º alla Maratona di New York ( New York) - 2h11'01"
- Argento alla Mezza maratona di Lisbona ( Lisbona) - 59'21"
- Argento alla Meia Maratona de Portugal ( Lisbona) - 1h01'25"
- Argento alla Corrida Internacional de São Silvestre ( San Paolo), 15 km - 45'17"
- Oro alla Corrida Internacional de San Fernando ( Maldonado) - 28'37"

2006
- Oro alla Maratona di Boston ( Boston) - 2h07'14"
- Oro alla Maratona di Chicago ( Chicago) - 2h07'35"
- Argento alla Mezza maratona di Lisbona ( Lisbona) - 59'35"
- Oro alla Meia Maratona de Portugal ( Lisbona) - 1h02'51"
- Argento al Memorial Peppe Greco ( Scicli) - 29'24"
- Oro alla Corrida Internacional de San Fernando ( Maldonado) - 28'09"

2007
- Oro alla Maratona di Boston ( Boston) - 2h14'13"
- 4º alla Maratona di Chicago ( Chicago) - 2h16'13"
- Bronzo alla Macao International Marathon ( Macao) - 2h18'36"
- Argento alla Mezza maratona di Lisbona ( Lisbona) - 1h00'36"
- Argento alla Meia Maratona de Portugal ( Lisbona) - 1h02'01"
- Bronzo alla New York Half Marathon ( New York) - 1h00'58"
- 5º alla Ras Al Khaimah International Half Marathon ( Ras Al Khaimah) - 1h00'38"
- Oro alla Corrida Internacional de São Silvestre ( San Paolo), 15 km - 45'57"

2008
- Oro alla Maratona di Boston ( Boston) - 2h07'46"
- Bronzo alla Mezza maratona di Lisbona ( Lisbona) - 1h00'50"

2009
- Argento alla Maratona di New York ( New York) - 2h09'56"
- Bronzo alla Mezza maratona di Lisbona ( Lisbona) - 1h00'05"
- Bronzo alla Corrida Internacional de São Silvestre ( San Paolo), 15 km - 45'30"

2010
- 8º alla Mezza maratona di Parigi ( Parigi) - 1h03'16"
- Oro alla Granollers Half Marathon ( Granollers) - 1h02'02"